# Felizes anos vinte

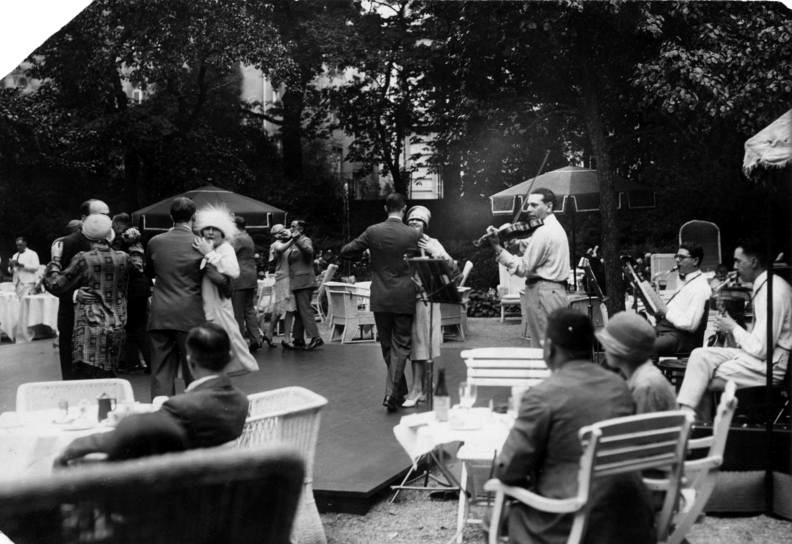
Berlim em 1926

Felizes anos vinte ou anos vinte dourados  é a década de 1920 na Alemanha. A era começou com o fim da Primeira Guerra Mundial e terminou com a crise de 1929. O termo alemão (Goldene Zwanziger) é frequentemente aplicado à experiência do país de crescimento econômico saudável, expansão dos valores liberais na sociedade e surgimento de esforços experimentais e criativos no campo da arte. Antes desse período, a República de Weimar havia experimentado níveis recordes de inflação de um trilhão por cento entre janeiro de 1919 e novembro de 1923. A inflação era tão severa que a moeda impressa era frequentemente usada como combustível doméstico e exigências diárias como comida, sabão e eletricidade custa um carrinho de mão cheio de notas. Foi somente após as medidas de reforma econômica radical iniciadas pela República de Weimar, como a introdução de uma nova moeda, o Rentenmark, um controle fiscal mais rígido e uma redução nos obstáculos burocráticos que levaram a um ambiente de estabilidade econômica e prosperidade na Alemanha. Nos Estados Unidos, o período foi chamado de os Roaring Twenties; e na França, era conhecido como Les Années folles.